# Hendrik Heucksteiger

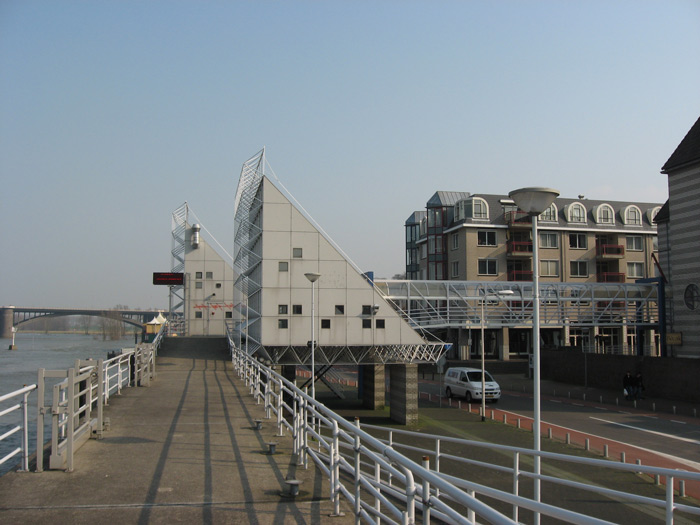
Hoogwatersteiger (Hendrik Heucksteiger) met uiterst rechts Vischmarktcomplex, ontwerp van Antoon Croonen. De verticale ijzer- en frameconstructie is geïnspireerd door de constructies van de Rotterdamse havenkranen. Op de plaats van dit bouwwerk stond in de 19e eeuw 'De Kraan', een stenen bouwwerk waarmee goederen van rivierschepen gelost werden

De Hendrik Heucksteiger was een bouwwerk aan de Waalkade in Nijmegen.
De steiger was aangelegd in 1990 naar een ontwerp van architect Antoon Croonen en diende bij hoogwater als aanlegplaats voor schepen. De steiger bood een oversteek over de Waalkade en liep hierna parallel aan de kade. Op de steiger bevonden zich twee markante driehoekige gebouwtjes welke een horecafunctie hadden. De steiger was hiermee ook een straatnaam voor Hendrik Heucksteiger nummer 2 en 4.
De steiger was vernoemd naar de Nijmegenaar Hendrick Heuck (?-1677), die in 1657 voor het eerst een gierpont over de Waal liet varen naar Lent.
In 2005 wilde de gemeente Nijmegen de Waalkade herstructureren en hiervoor moest de steiger wijken. Ondanks protesten van architecten zijn de gebouwtjes op de steiger medio 2008 in z'n geheel gesloopt. In november 2010 is de steiger zelf gesloopt.